# Castell de Miralles (Anoia)
El castell de Miralles és una antiga fortificació en ruïnes a Santa Maria de Miralles (Anoia), declarada bé cultural d'interès nacional. Es troba sobre un turó de la Serra de Miralles, a 662 m d'altitud, dominant la vall alta de la riera de Miralles.

## Història
Va ser construït al segle x com a part de la línia defensiva que permeté el repoblament de la vall del riu Anoia. La primera notícia documental és del 960, quan el comte Borrell II va cedir el castell de la Roqueta a Isarn, fill de Sal·la de Sant Benet. El 987, el mateix comte cedí la meitat dels drets i propietats del terme de Miralles al bisbe de Vic, el qual l'infeudà a Ennyec Bonfill de Cervelló, al que Borrell ja li havia cedit l'altra meitat. En el seu testament del 1018, Hug de Cervelló, va llegar el castell al seu fill Alamany, i el 1079 Guerau Alamany reté homenatge al bisbe de Vic.
Al segle xii, la castlania era en mans dels Miralles com a vassalls dels Cervelló. En el seu testament del 1193, Guerau d'Alamany llegà el castell al seu fill Guillem. Aquest fou succeït pel seu fill Guerau de Cervelló, que abans d'anar a la conquesta de Mallorca el llegà a la seva filla Felipa. El 1347, Guerau de Cervelló es titulava com a senyor de la baronia de la Llacuna, a la qual pertanyia el castell. Aquest tingué un paper destacat a la Guerra Civil catalana, quan a finals de febrer del 1463, Gonzalvo de Mendoza aconseguí que la guarnició es posés al costat de la Generalitat, però l'abril fou ocupat per Arnau de Cervelló, comissari del rei Joan II.
El castell i la baronia passaren dels Cervelló a la família Alagó, barons d'Alfajarín, i posteriorment, als Montcada, marquesos d'Aitona, que entrocaren amb els Fernández de Córdoba, ducs de Medinaceli. Al segle xix, la jurisdicció era compartida entre els marquesos d'Aitona i de Moja. El 1845 se'l cita com a totalment enderrocat, tot i que algunes cases de la part baixa encara eren habitades (el 1842 hi vivien 6 famílies), i fins a la Guerra Civil formaven l'únic nucli del municipi.
El 2017, i per iniciativa de l'Ajuntament, es va instal·lar a l'interior de la torre de llevant una escala i diversos pisos de fusta per tal de bastir-hi un mirador. L'actuació, dirigida per l'arquitecte Carles Solsona Piña, fou realitzada pel Servei de Patrimoni Arquitectònic Local (SPAL) de la Diputació de Barcelona.

## Arquitectura

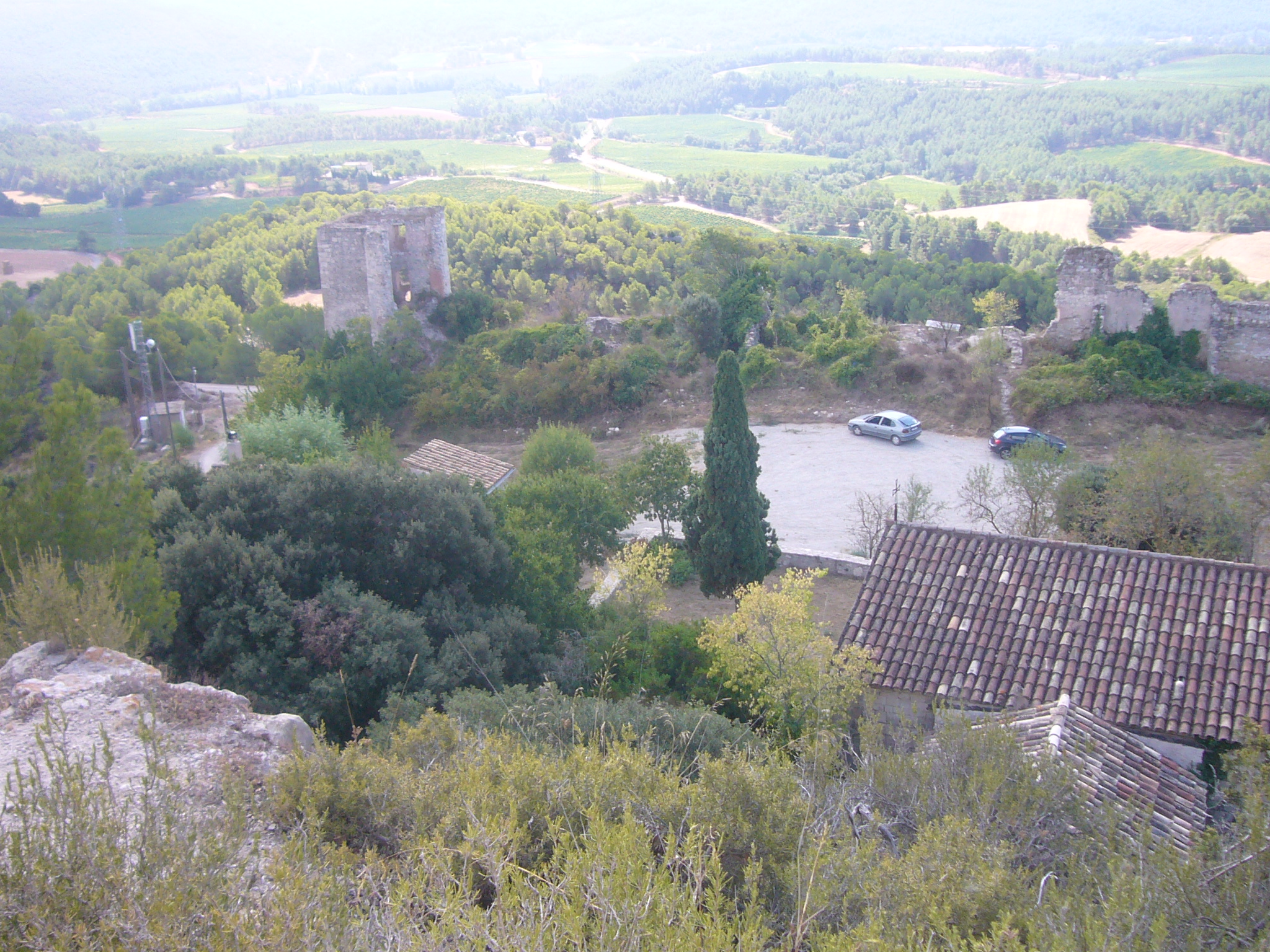
Restes dels cinc habitatges, vistes des del recinte superior del castell

S'hi arriba des de la carretera C-37 per un camí d'uns 800 m. El conjunt fortificat consta de dues zones diferenciades, adaptant-se a la topografia del lloc. La part superior o sobirana està formada per una edificació gairebé rectangular d'angles arrodonits (28,7 a 31 m de longitud i 20,6 a 23 m d'amplada) que conserva part de les parets, de carreus petits i poc treballats i en algunes parts d'opus spicatum, amb una alçada que sovint supera els 3 m, i un gruix d'1 m aproximadament. A l'angle sud-est, l'únic que sembla que era corb, és d'1,5 m; a la paret meridional, que fou reforçada en un moment tardà, arriba a tenir 1,9 m. S'hi accedia per una porta a la primera de l'extrem septentrional del mur oest, de la qual es conserva únicament el brancal meridional, però sembla que hi havia una altra entrada, bastant destruïda, a la banda septentrional del mur est. També hi havia quatre espitlleres (amb una amplada interior de 45 cm) d'esqueixada simple al mur nord per sota del ressalt, i també se'n van obrir a la zona sud-est i al mur oest.
A la part de sota o jussana hi ha una esplanada orientada a migdia, limitada per una muralla enderrocada que mira cap a la vall i que està definida per dues torres. A l'extrem oriental es conserva una gran torre albarrana quadrada, de guàrdia, possiblement del segle xiii i que hauria substituït una altra de fundacional. Per sota passa el camí d'entrada al poble. A l'extrem occidental hi ha una torre més petita, semicircular, que podria datar del segle x, com el castell. Té una longitud interior de 5,2 m, una amplada de 1,9 m i uns murs de 80 cm de gruix. Les pedres que la forma són petites, com les del castell, i són unides amb morter de calç.
Uns 30 m al sud del castell, més enllà de l'església, hi ha les restes de cinc habitatges, refets en època moderna.